# Setmana Internacional de Coppi i Bartali 2016
La Setmana Internacional de Coppi i Bartali 2016 va ser la 31a edició de la cursa ciclista Setmana Internacional de Coppi i Bartali. Es disputà entre el 24 i el 27 de març de 2016, amb un recorregut de 599,5 km repartits entre quatre etapes, la primera d'elles dividida en dos sectors. La cursa formava part de l'UCI Europa Tour 2016, amb una categoria 2.1.
El vencedor final fou el rus Serguei Firsànov (Gazprom-RusVelo), que també guanyà la classificació de la muntanya i que superà per tan sols tres segons a l'italià Mauro Finetto (Unieuro-Wilier), vencedor per la seva banda de la classificació dels punts, i en 19 al també italià Gianni Moscon (Team Sky). Firsànov guanyà gràcies a la seva victòria en solitari en la segona etapa i a què sabé defensar les escasses diferències en les etapes que quedaven. Egan Bernal (Androni Giocattoli-Sidermec) guanyà la classificació dels joves i el Team Sky la classificació per equips.

## Equips
25 equips van prendre la sortida en aquesta edició:
- 2 World Tour: Team Sky, Dimension Data
- 6 equips continentals professionals: Southeast-Venezuela, Androni Giocattoli-Sidermec, Bardiani-CSF, Gazprom-RusVelo, Nippo-Vini Fantini, Topsport Vlaanderen-Baloise
- 16 equips continentals: Synergy Baku, Team Wiggins, d'Amico-Bottecchia, GM Europa Ovini, Norda-MG.Kvis Vega, Unieuro-Wilier, Cycling Academy Team, Meridiana-Kamen, Christina Jewelry Pro Cycling, Tirol Cycling Team, Skydive Dubai Pro Cycling, Amore & Vita–Selle SMP, Adria Mobil, Kolss BDC Team, Team TreFor, Rally Cycling
- 1 equip nacional: Itàlia

## Etapes
| Etapes | Data       | Recorregut                                  |                           | Km    | Vencedor d'etapa       | Líder de la general    | Ref.        |
| ------ | ---------- | ------------------------------------------- | ------------------------- | ----- | ---------------------- | ---------------------- | ----------- |
| 1a A   | 24 de març | Gatteo - Gatteo                             | Etapa accidentada         | 99,5  | Manuel Belletti (ITA)  | Manuel Belletti (ITA)  | [ 1 ] [ 2 ] |
| 1a B   | 24 de març | Gatteo a Mare - Gatteo                      | contrarellotge individual | 13,3  | Gazprom-RusVelo (RUS)  | Artur Ierxov (RUS)     | [ 3 ]       |
| 2a     | 25 de març | Riccione - Sogliano al Rubicone             | Etapa de mitja muntanya   | 156,2 | Serguei Firsànov (RUS) | Serguei Firsànov (RUS) | [ 4 ]       |
| 3a     | 26 de març | Calderara di Reno - Crevalcore              | Etapa plana               | 173,0 | Jakub Mareczko (ITA)   | Serguei Firsànov (RUS) | [ 5 ]       |
| 4a     | 27 de març | Pavullo nel Frignano - Pavullo nel Frignano | Etapa de muntanya         | 152,9 | Stefano Pirazzi (ITA)  | Serguei Firsànov (RUS) | [ 6 ]       |

## Classificació general
| Pos | Ciclista                | Equip                       | Temps       |
| --- | ----------------------- | --------------------------- | ----------- |
| 1   | Serguei Firsànov (RUS)  | Gazprom-RusVelo             | 14h 14' 58" |
| 2   | Mauro Finetto (ITA)     | Unieuro Wilier              | + 3"        |
| 3   | Gianni Moscon (ITA)     | Team Sky                    | + 19"       |
| 4   | Stefano Pirazzi (ITA)   | Bardiani CSF                | + 21"       |
| 5   | Sebastián Henao (COL)   | Team Sky                    | + 34"       |
| 6   | Giulio Ciccone (ITA)    | Bardiani CSF                | + 38"       |
| 7   | Matteo Busato (ITA)     | Southeast-Venezuela         | + 41"       |
| 8   | Rinaldo Nocentini (ITA) | Itàlia                      | + 45"       |
| 9   | Eliot Lietaer (BEL)     | Topsport Vlaanderen-Baloise | + 49"       |
| 10  | Rodolfo Torres (COL)    | Androni Giocattoli-Sidermec | + 54"       |

## Evolució de les classificacions
| Etapa | Vencedor         | Classificació general | Classificació per punts | Classificació de la muntanya | Classificació dels joves | Classificació per equips |
| ----- | ---------------- | --------------------- | ----------------------- | ---------------------------- | ------------------------ | ------------------------ |
| 1a    | Manuel Belletti  | Manuel Belletti       | Manuel Belletti         | Vitali Buts                  | Davide Plebani           | Southeast-Venezuela      |
| 1b    | Gazprom-RusVelo  | Artur Ershov          | Manuel Belletti         | Vitali Buts                  | Davide Plebani           | Gazprom-RusVelo          |
| 2     | Serguei Firsànov | Serguei Firsànov      | Serguei Firsànov        | Kiril Pozdniakov             | Domen Novak              | Team Sky                 |
| 3     | Jakub Mareczko   | Serguei Firsànov      | Mattia Gavazzi          | Kiril Pozdniakov             | Domen Novak              | Team Sky                 |
| 4     | Stefano Pirazzi  | Serguei Firsànov      | Mauro Finetto           | Serguei Firsànov             | Egan Bernal              | Team Sky                 |
| Final | Final            | Serguei Firsànov      | Mauro Finetto           | Serguei Firsànov             | Egan Bernal              | Team Sky                 |